# Anders Elisson
Anders Peter Elisson (i riksdagen kallad Elisson i Fagared), född 9 februari 1876 i Tvååkers socken, död 2 april 1928 i Fagared, Tvååkers socken, var en svensk lantbrukare och riksdagspolitiker. 
Elisson börajde redan som ung att resa runt och hålla jordbruksföredrag. Han var även pionjär inom föreningsrörelsen och tog initiativet till en av de första kontrollföreningarna i Hallands län och spelade en viktig roll inom mejerirörelsen. Han var även med om att bygga Folkets hus i Tvååker. Andrakammarvalet 1908 var han sprängkandidat för högern i Himle härad. Under valstriden i september 1914 debatterade han försvarsfrågan med Fredrik Vilhelm Thorsson, som visserligen skall ha överglänst honom i fråga om sakkunskap men där han ändå säkrade en riksdagsplats.
Var som riksdagsman ledamot av andra kammare 1915—1919 och av första kammaren 1919—1921 för Hallands län. Han tillhörde 1922—1928 första kammaren invald i Kronobergs och Hallands läns valkrets. I riksdagen skrev han 18 egna motioner, främst om jordbruksfrågor som minimipris på spannmål, vägunderhåll, höjning av tullen på animaliska produkter och anslag till mindre jordbruk. En motion gällde rätt till en fri hemresa för värnpliktiga.
Elisson tillhörde Lantmanna- och borgarpartiet 1915—1918, Jordbrukarnas fria grupp 1919—1921 och Bondeförbundet 1922—1928.